# カラスガイ
カラスガイ (英語: Cockscomb pearl mussel、学名: Cristaria plicata) はイシガイ科に属する淡水生の二枚貝である。地域によってはムラサキイガイをカラスガイと呼ぶところもあるが、まったくの別種である。

## 分布
原産は北東アジアであるが、現在は東南アジアの一部まで分布を広げている。一方で韓国では絶滅危惧種になっている。 

## ゲノム配列
2011年から2012年にかけて、本種のミトコンドリアDNAの配列が決定された。 

## 宿主
幼生は魚類などの体表に寄生し一定期間の寄生を行い成長し稚貝になる。宿主選択性があり寄生する魚類などは貝の種ごとに異なる。ウキゴリやヨシノボリ属（ゴクラクハゼ、シマヨシノボリ）、ヌマチチブなどが利用されると考えられているが十分に解明されていない。

## 利用
中国では、淡水真珠の母貝として最重要の淡水貝とされるほか、漢方においては珍珠母という生薬の原料となる。
霞ヶ浦では、江戸時代から昭和40年代まで、カラスガイをタンカイ（丹貝・田貝・淡貝）と呼び、茹でて食用とするほか、腐らせて肥料としたり、貝ボタンとして海外へ輸出などが行われていた。昭和40年代以降はボタンの素材としてプラスチックが主流となり廃れた。